# زیبایی‌شناسی و ذهنیت از کانت تا نیچه
زیبایی‌شناسی و ذهنیت از کانت تا نیچه کتابی از آندرو بووی با ترجمهٔ فریبرز مجیدی است که در سال ۱۳۸۵ منتشر و در مراسم کتاب سال جمهوری اسلامی ایران به‌عنوان کتاب برگزیده معرفی شد.